# Тур Баварии
Тур Баварии (нем. Bayern-Rundfahrt) — шоссейная многодневная велогонка по дорогам немецкой земли Бавария, проводившаяся с 1980 по 2015 год. До 1989 года организовывалась среди любителей. С 2005 года вхола в календарь UCI Europe Tour под высшей категорией 2.HC, являясь второй по значимости велогонкой в Германии после Тура Германии. В 2016 году гонка не состоялась из-за финансовых причин. В 2017 году была попытка возродить гонку, но не удалось найти главного спонсора.

## Призёры
| Год  | Победитель             | Второй                | Третий             |
| ---- | ---------------------- | --------------------- | ------------------ |
| 1989 | Кай Хундертмарк        | Кун Ван Рой           | Ханс Кнауэр        |
| 1990 | Йорг Паффрат           | Любош Лом             | Эдди Сеньёр        |
| 1991 | Брайан Уолтон          | Луц Лехман            | Томас Флейшер      |
| 1992 | Жак Жолидон            | Вилли Виллемс         | Дирк Шиффнер       |
| 1993 | Александер Кастенхубер | Йенс Земке            | Даниэль Ланц       |
| 1994 | Павел Падрнос          | Джимми Мадсен         | Томас Лизе         |
| 1995 | Тимо Шольц             | Волькер Ордовски      | Арно Огюст         |
| 1996 | Уве Пешель             | Михаэль Рих           | Андреас Вальцер    |
| 1997 | Кристиан Хенн          | Берт Диц              | Арно Прето         |
| 1998 | Стеффен Кьергард       | Аксель Меркс          | Даниэль Атьенса    |
| 1999 | Рольф Альдаг           | Свейн Гауте Хёлестёль | Торстен Шмидт      |
| 2000 | Йенс Фогт              | Михаэль Рих           | Тобиас Штайнхаузер |
| 2001 | Йенс Фогт              | Рольф Альдаг          | Артур Бабайцев     |
| 2002 | Михаэль Рих            | Йенс Фогт             | Юрий Кривцов       |
| 2003 | Михаэль Рих            | Патрик Синкевиц       | Томас Лизе         |
| 2004 | Йенс Фогт              | Андреас Клёден        | Томаш Брожина      |
| 2005 | Михаэль Рих            | Александр Винокуров   | Линус Гердеман     |
| 2006 | Хосе Альберто Мартинес | Беат Цберг            | Люк Робертс        |
| 2007 | Штефан Шумахер         | Берт Грабш            | Йенс Фогт          |
| 2008 | Кристиан Кнес          | Андреас Дитцикер      | Ники Терпстра      |
| 2009 | Линус Гердеман         | Максим Монфор         | Давид Ле Лай       |
| 2010 | Максим Монфор          | Адриано Малори        | Симон Шпилак       |
| 2011 | Герайнт Томас          | Никки Сёренсен        | Микаэль Альбазини  |
| 2012 | Майкл Роджерс          | Жером Коппель         | Владимир Гусев     |
| 2013 | Адриано Малори         | Герайнт Томас         | Ян Барта           |
| 2014 | Герайнт Томас          | Маттиас Франк         | Василий Кириенко   |
| 2015 | Алекс Даусетт          | Тьягу Машаду          | Ян Барта           |